# The Pierces
The Pierces is een Amerikaanse band uit Los Angeles die bestaat uit de zussen Allison en Catherine Pierce.
Allison Margaret Pierce (Birmingham (Alabama), 22 juli 1975) zingt en speelt akoestische gitaar. Catherine Eleanor Pierce (Birmingham (Alabama), 12 september 1977) zingt en verzorgt de percussie.
De zussen hebben de intro "Secret" ingezongen voor de serie Pretty Little Liars.

## Albums
- The Pierces (2000)
- Light of the Moon (2004)
- Thirteen Tales of Love and Revenge (2007)
- You & I (2011)
- Creation (2014)